# Пенал

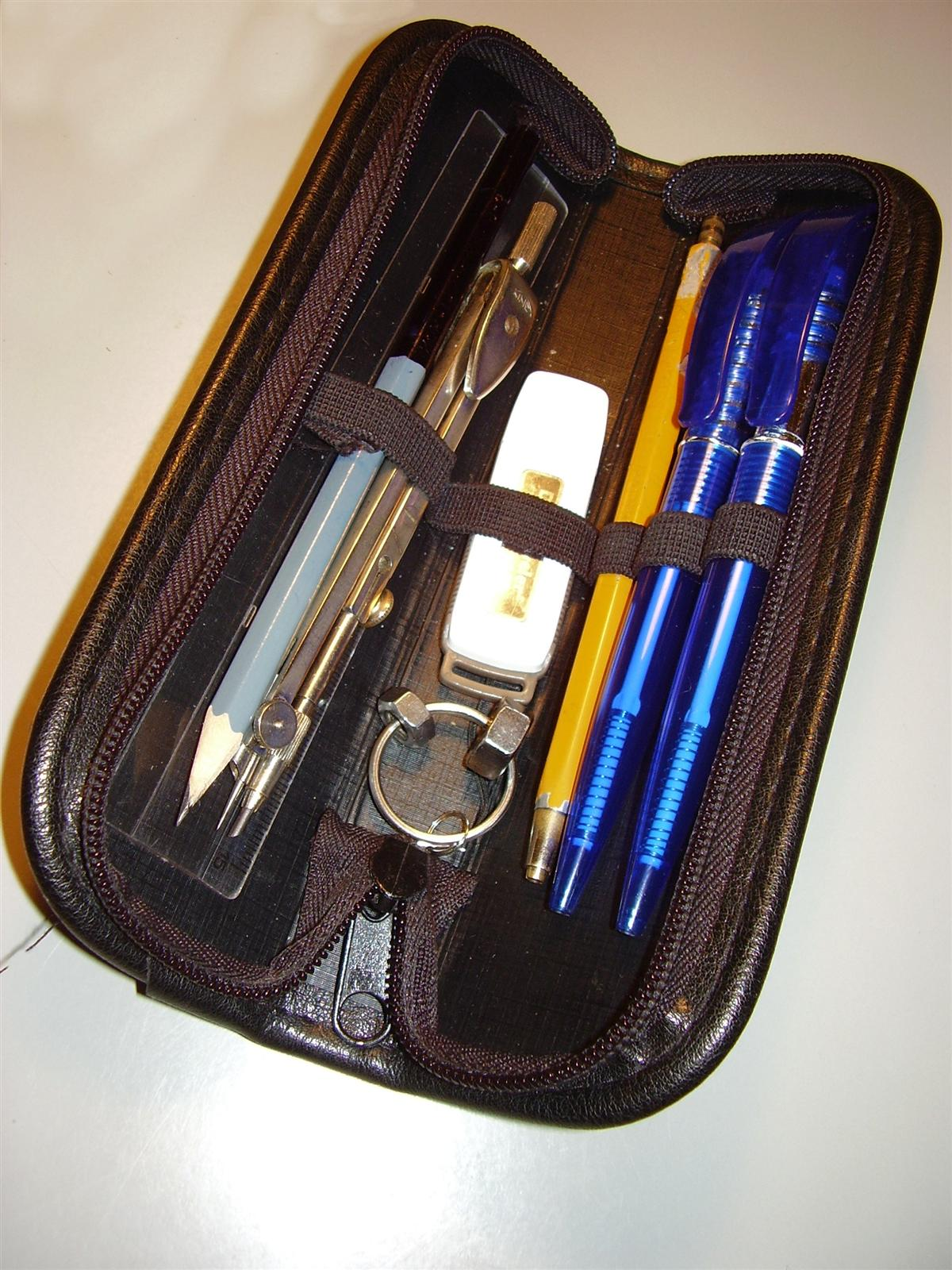
Пенал

Пенал — невеликий футляр або контейнер, призначений для зберігання різного канцелярського приладдя, в першу чергу олівців і ручок, також гумок, лінійок і тому подібного; використовується в основному школярами і студентами. Пенал може мати різну форму і виготовлятися з різноманітних матеріалів, пластмаси, шкіри, метала і дерева.
Перші специфічні пенали, як вважається, з'явилися на початку XIX століття, мали циліндричну або круглу форму і виготовлялися зі срібла. При цьому деякі з подібних речей, що випускалися в 1860-і і 1870-і роки, багато декорувалися, в тому числі яшмою і платиною, або навіть цілком робилися з дорогих матеріалів на зразок слонової кістки. Перший патент на пенал був отриманий в США Вероною Перл Амот в 1946 році, що подала заявку на нього двома роками раніше.